# Эхинопсис Шрейтера
Эхинопсис Шрейтера (лат. Echinopsis schreiteri) — вид кактусов рода Эхинопсис.

## Описание
Стебель серо-зелёный, шаровидный, 3-5 см высотой и 1,5-3 см в диаметре, образует многочисленные боковые побеги. Низких и плоских ребер около 20. Радиальные колючки (6-8) беловатые, тонкие, мелкие, слегка изогнутые. Одна из них несколько темнее и длиннее. Центральная колючка одна, 1-2 см длиной. Цветки пурпурно-красные, 3 см длиной и в диаметре.

## Распространение
Эхинопсис Шрейтера встречается в аргентинских провинциях Тукуман и Катамарка на высотах от 2500 до 3500 метров.